# NEWS
NEWS是日本男子偶像團體，事務所為星達拓娛樂，唱片公司為ELOV-Label。於2003年9月15日成立。於2004年5月12日正式出道。NEWS代表North（北）East（東）West（西）South（南）四個方向。寓意NEWS能向國際四方發展，並有「新信訊」的意味。

## 成員
以下根據年齢順序排列。
| 代表色 | 姓名       | 出生年月日    | 出生地           | 血型 | 備註                                                       |
| 紫色   | 小山慶一郎 | 1984年5月1日  | 神奈川縣相模原市 | O型  | 隊長 -新聞節目主播（News Caster）                          |
| 黃色   | 增田貴久   | 1986年7月4日  | 東京都           | O型  | 同屬子團手越增田(Stylist)                                  |
| 綠色   | 加藤成亮   | 1987年7月11日 | 大阪府           | A型  | 同時為作家身分(Writer)，2011年11月23日改名为加藤シゲアキ。 |

已退出成員（依退出時間排序2003-2020年）
| 姓名     | 出生年月日     | 出生地         | 血型 | 備註 |
| 森内貴寛 | 1988年4月17日  | 東京都         | A型  | 2003年12月退社杰尼斯事务所以及退团NEWS，現為日本樂團ONE OK ROCK的主唱                                                                        |
| 內博貴   | 1986年9月10日  | 大阪府羽曳野市 | AB型 | 2005年因未成年饮酒而退团，同时退出關8，現所属杰尼斯事务所个人艺人活动                                                                        |
| 草野博紀 | 1988年2月15日  | 神奈川縣橫濱市 | B型  | 2006年因未成年饮酒而退团，並於2008年退社杰尼斯事务所。                                                                                       |
| 錦戶亮   | 1984年11月3日  | 大阪府門真市   | O型  | 2011年退团，在团体代表色为蓝色，关8的是黄色，2011年26岁的时候退团，2019年9月30日退出關8與杰尼斯事务所。                                      |
| 山下智久 | 1985年4月9日   | 千葉縣船橋市   | A型  | 前NEWS隊長，在团体代表色为红色，kitty GYM的组合队长，修二与彰的成员。2011年10月7日，26岁的时候退团。個人活動至2020年10月底退出杰尼斯事务所。 |
| 手越祐也 | 1987年11月11日 | 神奈川縣橫濱市 | B型  | 曾同屬子團手越增田 ，在团体代表色为粉紅色。2020年6月19日，32岁的时候退团，並退出杰尼斯事务所從事个人艺人活动。                               |

## 成立契機
最初，傑尼斯事務所結集了Johnny's Jr.中高人氣的山下、關東Jr.的手越、增田、加藤、小山、草野、森內、以及關西Jr.的錦戶、內（共9人）成立NEWS，目的是作為「世界盃排球賽2003」期間的應援團體。由於獲受好評，在錦標賽結束後事務所決定延續NEWS的活動。

## 锦户亮，山下智久脱退
2011年10月7日，从所属事务所的杰尼斯事务所向各大媒体发送了传真内容“山下为了专心于个人活动，锦户为了专心于关8的活动，决定退出NEWS”。
山下从2011年1月到5月进行了在国内外巡回的单独亚洲巡回演唱会，从这个准备阶段的2010年秋天左右开始抱着solo活动的希望，结束了同一巡回演唱会的2011年6月，与Johnny喜多川社长商量“想用solo来尝试自己的力量”。
锦户在NEWS结成前就作为关8的成员而开始活动，但是在黄金时间段的冠名节目开始等，关8的活动增加了。因此，杰尼斯事务所方面判断“无法继续兼任”。本人也接受了，接受了这个。另外，关于NEWS的退出，也有报道称是“锦户本人提出的”。2019年9月30日，锦户亮脱退关8，已退社杰尼斯事务所。
接受山下和锦户的退团意向，与其他成员进行了协商，结果两人于2011年9月下旬正式决定退出NEWS。4位成员决定继续NEWS的活动。

## 手越祐也脱退
2020年6月19日，杰尼斯事务所宣布终止专属契约。退出NEWS，手越增田组合解散。3位成员继续NEWS的活动（小山，增田，加藤）
手越在2020年5月的周刊文春上，被报道从4月下旬开始将女性们叫出来，举办酒会等，同年5月15日宣布将被杰尼斯期间限定的慈善组合“Twenty★Twenty”的成员排除在外。
受到这些报道的影响，同年5月26日，杰尼斯事务所发表了无限期自肃的艺能活动，严厉地断言“对社会状况和自身所处立场的自觉和责任明显欠缺”、“无论如何也不能容许”。

## 重要事件
2003年
- 9月15日，在新高輪王子大飯店（新高輪プリンスホテル）的召開記者會宣佈正式成立9人男子團體NEWS，並首次以團體形式亮相。
- 11月7日，作為2003年度世界盃排球賽的應援團體，於日本全國的7-11便利店發售限定單曲，是音樂業界少有的出道方式。
- 12月，成員森內貴寬因學業問題而退出NEWS及Johnny's事務所。

2004年
- 5月12日，推出雅典奧林匹克排球賽最後預選賽的打氣歌—「希望～Yell～」的單曲，正式於主流樂壇出道。
- 8月，與KAT-TUN以互鬥的演唱方式在原宿共同演出傑尼斯事務所的歷史的娛樂秀「SUMMARY」。

2005年
- 7月16日，成員內博貴因涉嫌未成年飲酒[2]被宣佈無限期停止藝能活動。

2006年
- 4月1日，NEWS與關西傑尼斯8（関ジャニ∞）及KAT-TUN成立聯合歌迷俱樂部「YOU&J」。
- 5月1日，因成員草野博紀未成年飲酒，基於連帶責任的關係，事務所決定於年內活動暫停NEWS的團體活動。
- 12月30日，事務所對外發表NEWS（山下、小山、錦戸、手越、増田、加藤六人）將會展開團體活動，及將內博貴暫降為事務所的研修生。

2007年
- 1月1日，於東京巨蛋舉行的「Johnny's countdown Live 2006-2007」上回歸演出，正式全面展開團體的藝能活動。
- 2月17日至4月15日，開始了展開團體活動後的第一個演唱會「NEWS Concert Tour 2007」在全國8個地方公演
- 10月7日，首次海外演唱會 NEWS FIRST CONCERT 2007 in Taipei 創下台北小巨蛋啟用以來單日最高的觀眾紀錄。

2008年
- 1月9日、10日，首次於東京巨蛋舉行演唱會

2009年
- 由2008年12月30日至2009年1月1日在東京巨蛋舉行「NEWS WINTER PARTY DIAMOND」演唱會，是第三組藝人於東京巨蛋辦跨年演唱會。
- 8月29日、30日主持日本電視台24小時愛地球的特別節目
- 8月31日，成員錦戶亮被證實感染A型流感
- 9月1日，成員山下智久亦被是證實患上感染A型流感

2010年
- 9月15日，發售第四張專輯「LIVE」，同時這天也是NEWS結成七周年紀念日。
- 9月18日至9月28日，舉辦睽違一年又八個月的演唱會「LIVE! LIVE! LIVE! NEWS DOME PARTY 2010」，僅只在大阪巨蛋及東京巨蛋演出，共七場。

2011年
- 10月7日，成員錦戶亮及成員山下智久發表退團宣言。今後山下智久將以個人身分進行演藝活動，錦戶亮則以關西傑尼斯8（2019年9月30日退团关西杰尼斯8并退社杰尼斯事务所）成員的身分繼續進行演藝工作。
- 12月31日，於東京巨蛋參與傑尼斯2011-2012跨年演唱會。是繼錦戶亮與山下智久退團後，四位成員首次以新生NEWS的身分公開演出。

2012年
- 4月13日，傑尼斯娛樂官網上出現神秘的倒數計時。4月15日網站上開始出現團員剪影圖片及音樂。
- 4月18日，正式發布NEWS活動開始及精選輯發售的消息，並舉行為期13天（至4月30日截止）的投票活動，開放讓歌迷從B面曲中選出精選輯曲目。
- 6月13日，首次發行精選專輯「NEWS BEST」。[永久]
- 7月18日，首次以四人體制發行單曲《愛的嘉卡芭娜》 （页面存档备份，存于）。
- 8月14至9月30日，舉行首個四人體制的演唱會「NEWS LIVE TOUR 2012～談場美麗的戀愛吧～」。NEWS第一次在2個地區：秩父宮橄欖球場（舉辦演唱會是史上第一次）和神戶綜合運動公園棒球場舉行室外演唱會。
- 12月12日，4人體制，第一張雙A面單曲，《WORLD QUEST/拍拍肚子咕嚕叫》。[永久]

2013年
- 7月17日，首次以四人體制發行專輯《NEWS》[永久]。
- 7月26日至8月27日，舉行演唱會『NEWS LIVE TOUR 2013 NEWS MAKES YOU HAPPY! MAKES THE WORLD HAPPIER!』。
- 9月7日，舉行10周年紀念活動和演唱會。
- 9月15日，NEWS結成十週年。

2014年
- 3月19日，『NEWS 10th Anniversary in Tokyo Dome』演唱會DVD發行。
- 6月11日，單曲《ONE-for the win-》發行。[永久]

2015年
- 1月7日，單曲《KAGUYA》發行。[永久]
- 3月21日至6月14日，舉行演唱會『NEWS LIVE TOUR 2015 WHITE』。
- 6月24日，單曲《チュムチュム》發行。 （页面存档备份，存于）
- 11月25日，首次發行DVD單曲《四銃士》[永久]。

2016年
- 1月20日，雙A面單曲《ヒカリノシズク/Touch》發行。 （页面存档备份，存于）。
- 3月9日，發行專輯《QUARTETTO》。[永久]
- 3月26至6月12日，舉行演唱會『NEWS LIVE TOUR 2016 QUARTETTO』。
- 4月8日至9月30日，主持節目「変ラボ」播出[永久]。
- 4月20日，「NEWS LIVE TOUR 2015 WHITE」演唱會DVD/BD發行。
- 7月13日，20th單曲《給不懂戀愛的你》發行。 （页面存档备份，存于）
- 8月27日、28日，主持日本電視台24小時愛地球的特別節目。

2017年
- 2月8日，21st單曲《EMMA》發行[永久]。
- 3月22日，8th專輯《NEVERLAND》發行[永久]。

2018年
- 1月17日，22nd單曲《LPS》發行，為NEWS作品3連動第一彈[永久]。
- 1月24日，「NEWS LIVE TOUR 2017 NEVERLAND」演唱會DVD/BD發行，為NEWS作品3連動第二彈。
- 3月2日，應邀前往中國上海參與「新娛樂在線」節目拍攝，該節目於4月6日播出。
- 3月21日，9th專輯《EPCOTIA》發行，為NEWS作品3連動第三彈[永久]。
- 3月27日，推出團體首個真人戀愛模擬手機遊戲「NEWSに恋して」。
- 3月31日至5月20日，舉行演唱會「NEWS ARENA TOUR 2018 EPCOTIA」。4月14日至5月20日期間，先後於札幌、名古屋、大阪、福岡及琦玉設立NEWS「NEVERLAND展」，展出去年NEVERLAND的演唱會服裝。
- 4月5日起，一連四星期主持節目「NEWカップルS」。
- 6月27日，23rd單曲《BLUE》發行，為日本電視台系「俄羅斯2018世界盃」的主題曲。
- 7月，加藤成亮首次擔任主角的漫畫改編劇集《ZERO 一獲千金遊戲》播出，其他成員於劇中友情演出，並由Hulu配信原創番外故事《ゼロ エピソードZERO》，共4回。
- 8月11日至8月12日，在東京味の素スタジアム舉行15周年演唱會『NEWS 15th Anniversary LIVE 2018 “Strawberry”』。
- 9月12日，24th單曲《生きろ》發行，為加藤成亮主演《ZERO 一獲千金遊戲》劇集的主題曲，並在一周後以銷量215,058張拿到Oricon公信榜周榜冠軍。（页面存档备份，存于）
- 10月10日至25日，「NEWS15周年的Special企劃」，在Johnny's Online Shop販賣期間限定的15周年紀念周邊。
- 2018年12月31日至2019年1月7日，於大阪巨蛋和東京巨蛋舉行「NEWS DOME TOUR 2018-2019 EPCOTIA-ENCORE-」。12月31日至2019年1月1日，是4人體制以來，第一次在大阪巨蛋舉行演唱會，也是首次NEWS的單獨跨年演唱會。

2019年
- 1月16日，「NEWS LIVE TOUR 2018 EPCOTIA」演唱會DVD/BD發行。
- 2月20，專輯《WORLDISA》發行。
- 3月9日至5月26日，舉行演唱會「NEWS LIVE TOUR 2019 WORLDISTA」。
- 6月12日，25th單曲《トップガン/Love Story》發行，分別是《よつば銀行 原島浩美がモノ申す!〜この女に賭けろ〜》劇集主題曲和GREE手機遊戲「NEWSに恋して」廣告主題曲。

2020年
- 1月2日，公佈將於3月7日至6月28日舉行演唱會「NEWS LIVE TOUR 2020 STORY」。
- 1月22日，「NEWS DOME TOUR 2018-2019 EPCOTIA -ENCORE-」演唱會DVD/BD發行。
- 1月23日，公佈專輯《STORY》將於3月4日發行。
- 5月26日，手越祐也停止於傑尼斯事務所的藝能活動。
- 6月19日，手越祐也退出NEWS及傑尼斯事務所。同月20日NEWS由3人(小山、増田、加藤)繼續進行活動。（页面存档备份，存于）

## 作品

### 單曲
| No. | 標題                            | 發行日期       | 備註 |
| --- | ------------------------------- | -------------- | --- |
|     | NEWS NIPPON （NEWSニッポン）                | 2003年11月7日  | 獨立製作單曲 2003年世界盃排球賽形象曲 第一張及最後一張9人體制單曲                                                                                       |
| 01  | 希望～Yell～                    | 2004年5月12日  | 正式出道單曲 第一張8人體制單曲 TBS電視台、富士電視台「排球賽世界最終預選」形象曲                                                                        |
| 02  | 火紅燃燒的太陽 （紅く燃ゆる太陽）             | 2004年8月11日  | |
| 03  | 珍惜 （チェリッシュ）                       | 2005年3月16日  | |
| 04  | TEPPEN                          | 2005年7月13日  | 最後一張8人體制單曲 |
| 05  | 豌豆莢/赤腳的灰姑娘男孩 （サヤエンドウ/裸足のシンデレラボーイ）    | 2006年3月15日  | 第一張6人體制單曲 「豌豆莢」: 電影『ONE PIECE 機關城的機械巨兵』主題曲 「赤腳的灰姑娘男孩」: 富士電視台劇集『轉瞬為風』主題曲                           |
| 06  | 朝着星光前進 （星をめざして）               | 2007年3月21日  | 電影『踢躂小企鵝』形象曲 |
| 07  | weeeek                          | 2007年11月7日  | |
| 08  | 太陽的眼淚 （太陽のナミダ）                 | 2008年2月27日  | 電影『詐欺獵人』主題曲 |
| 09  | SUMMER TIME                     | 2008年5月8日   | Crymson RUSS-K廣告曲 |
| 10  | Happy Birthday                  | 2008年10月1日  | KOSE『HAPPY BATH DAY』廣告曲 |
| 11  | 愛情血型ABO （恋のABO）                | 2009年4月29日  | Crymson RUSS-K「T-Fes」篇廣告曲 |
| 12  | 櫻花女孩 （さくらガール）                   | 2010年3月31日  | |
| 13  | Fighting Man                    | 2010年11月3日  | 最後一張6人體制單曲 dwango.jp廣告曲 |
| 14  | 愛的嘉卡芭娜 （チャンカパーナ）               | 2012年7月18日  | 第一張4人體制單曲 |
| 15  | WORLD QUEST/拍拍肚子咕嚕叫 （WORLD QUEST/ポコポンペコーリャ） | 2012年12月12日 | 「 WORLD QUEST 」: 日本電視台FIFA Club World Cup Japan 2012官方指定曲 「拍拍肚子咕嚕叫」: 劇集『花的懶散飯』主題曲                                      |
| 16  | ONE -for the win-               | 2014年6月11日  | 日本電視台『巴西2014』主題曲 |
| 17  | KAGUYA                          | 2015年1月7日   | |
| 18  | 啾啾 （）                       | 2015年6月24日  | |
|     | 四銃士                          | 2015年11月25日 | DVD單曲 動畫『金田一少年之事件簿R』主題曲（第26話-第37話 & SP）                                                                                         |
| 19  | 光之水滴/Touch （）             | 2016年1月19日  | 「光之水滴」: 富士電視台六劇『沒撐傘的螻蟻們』主題曲 「 Touch 」: Nissen tie-up曲                                                                       |
| 20  | 給不懂戀愛的你 （）             | 2016年7月13日  | 日本電視台週六連續劇『穿越時空的少女』片尾曲 |
| 21  | EMMA                            | 2017年2月8日   | 富士電視台木曜劇場『被討厭的勇氣』主題曲 |
| 22  | LPS                             | 2018年1月17日  | 富士電視台系列頻道特別節目「NEWSICAL」特別歌曲 |
| 23  | BLUE                            | 2018年6月27日  | 日本電視台「俄羅斯2018世界盃」主題曲 |
| 24  | 活下去 （）                     | 2018年9月12日  | 日本電視台週日連續劇『ZERO 一獲千金遊戲』主題曲 |
| 25  | Top Gun/Love Story              | 2019年6月12日  | 東京電視台『四叶银行 原岛浩美有异议！ ～把赌注压在她身上～』片尾曲 最後一張4人體制單曲                                                                  |
| 26  | 美好/真心好吃/金絲雀 （）       | 2020年12月23日 | 第一張3人體制單曲；第一張3A面單曲 「美好」：東京電視台『什麼都不做的出租先生』主題曲 「 真心好吃 」：日本電視台節目Guru guru 99「美食冤大頭」單元主題曲 |
| 27  | BURN                            | 2021年6月30日  | 動畫「半妖的夜叉姬」主題曲（第14－24話） |
| 28  | 邁向未來/ReBorn （）            | 2021年11月17日 | 「邁向未來」：日本電視台週六連戲劇『二月的勝者 -絕對合格的教室-』主題曲 「ReBorn」：動畫『半妖的夜叉姬』主題曲（第25－37話）                            |
| 29  | LOSER/三劍客                    | 2022年6月15日  | 「LOSER」：東京電視台連續劇『吉祥寺魯蛇』主題曲 |
| 30  | Gifted                          | 2023年11月22日 | 東海電視台六劇『Gifted天賦異稟』主題曲 |

### CD專輯
1. touch（2005年4月27日）
2. pacific（2007年11月7日）
3. color（2008年11月19日）
4. LIVE（2010年9月15日）
5. NEWS（2013年7月17日）
6. White（2015年2月25日）
7. QUARTETTO（2016年3月9日）
8. NEVERLAND（2017年3月22日）
9. EPCOTIA（2018年3月21日）
10. WORLDISTA（2019年2月20日）
11. STORY（2020年3月4日）
12. 音樂（2022年8月17日）
13. NEWS EXPO（2023年8月9日）
14. JAPANEWS（2024年7月24日）
15. 變身

#### 精選輯
1. NEWS BEST（2012年6月13日）

#### EP
1. 音樂 -2nd Movement-（2023年3月15日）

### 影像作品
1. 日本0304（ニッポン0304）（2004年4月7日）
2. Never Ending Wonderful Story（2007年8月8日）
3. NEWS CONCERT TOUR pacific 2007 2008 -THE FIRST TOKYO DOME CONCERT（2008年8月13日）
4. NEWS LIVE DIAMOND（2009年11月4日）
5. NEWS DOME PARTY 2010 LIVE! LIVE! LIVE! DVD!（2010年12月22日）
6. NEWS LIVE TOUR 2012 ～談場美麗的戀愛吧～（NEWS LIVE TOUR 2012～美しい恋にするよ～）（2013年1月30日）
7. NEWS 10th Anniversary in Tokyo Dome（2014年3月19日）
8. NEWS LIVE TOUR 2015 WHITE（2016年4月20日）
9. NEWS LIVE TOUR 2016 QUARTETTO（2016年12月14日）
10. NEWS LIVE TOUR 2017 NEVERLAND（2018年1月24日）
11. NEWS LIVE TOUR EPCOTIA（2019年1月16日）
12. NEWS 15th Anniversary LIVE 2018 Strawberry（2019年9月11日）
13. NEWS DOME TOUR 2018-2019 EPCOTIA -ENCORE-（2020年1月22日）
14. NEWS LIVE TOUR 2019 WORLDISTA（2020年10月21日）
15. NEWS LIVE TOUR 2020 STORY（2022年2月9日）
16. NEWS LIVE TOUR 2022 音樂（2023年5月17日）
17. NEWS 20th Anniversary LIVE 2023 NEWS EXPO（2024年5月29日）
18. NEWS 20th Anniversary LIVE 2023 in TOKYO DOME BEST HIT PARADE!!!〜シングル全部やっちゃいます〜（2024年9月11日）

## 演出
單獨演出的作品請参照各成員的個人檔案。

### 電視節目
- 《Ya-Ya-yah》（東京電視台） - 小山、増田、加藤、手越
- 【NEWS排行榜】（2003年10月20日－11月1日、富士電視系）
- 《NEWS柳本JAPAN》（2005年6月23日（共4集）、富士電視系）
- 《走魂》（2009年11月12日－2010年3月25日、日本電視系） - 小山、増田、加藤、手越
- 《4X9》（2014年10月6日、日本電視系）
- 《4vsX》（2015年4月13日、日本電視系）
- 《変ラボ》（特番播出：2015年7月20日・27日・2016年1月11日、日本電視系） - 小山、加藤
  - 定期番（2016年4月8日－9月29日、日本電視系） - 小山、増田、加藤、手越 輪流主持
- 《NEWSな二人》（特番播出：2015年7月3日・10月2日・2016年1月8日、TBS系） - 小山、加藤（2016年4月22日、TBS系）－小山、加藤
- 《THE少年俱樂部premium》（2016年4月－2019年3月、NHK）

### CM
- クリムゾン RUSS-K「RUSS-Kを集めろ!」篇（2007年8月24日 - 9月9日）
- クリムゾン RUSS-K「何系でもないRUSS-K」篇（2007年10月19日 - 11月4日）
- クリムゾン RUSS-K「何系でもないRUSS-K」第二篇（2008年3月5日 - ）
- クリムゾン RUSS-K「T-Fes」篇(2009年3月20日 - )
- ローソン元気になろーソンキャンペーン（2008年 - 2010年3月）
- コーセー HAPPY BATH DAY（2008年 - 2010年3月）
- ドワンゴ dwango.jp （2010年11月 - ）
- ワコール（Wing）Kirei「さら肌ブラ」 CMタイアップ曲「渚のお姉サマー」（2013年5月23日 - ）
- ワコール（Wing）「後ろ姿キレイブラ」 CMタイアップ曲「NYARO」（2014年8月 - ）
- 亀田製菓　ハッピーターン（以手越增田身分出演）
- ワコール（Wing）「Missスレンダ」CMタイアップ曲　「シリウス」(2015年7月‐）
- ニッセン 「日本製裏起毛パーカ」 CMタイアップ曲「Touch」（2016年1月 - ）
- 有馬記念（2022年12月）

### 電台
- （－2005年3月21日、文化放送）
- （2005年4月4日－2024年3月26日、文化放送）- 小山慶一郎+メンバー1人
- 《SHIGET TOGETHER》（2005年4月 - 2008年3月30日、FM-FUJI）-加藤成亮
- 【NEWS的夜日本】（2005年4月25日、日本放送）
- （毎週金曜 bay fm）- 增田貴久
- （每週日23:00-23:30 FMヨコハマ）
- （每週三23:30-24:00 MBS Radio）

### 舞台劇
- SUMMARY of Johnnys World（2004年8月8日－8月29日、原宿）
- Johnnys Theater "SUMMARY 2005"（2005年7月26日－28日・8月30日 - 9月4日、共27場）

### 演唱會
- 《相信台灣》（2003年10月10日、特別出演）
- 《A Happy "NEWS" year 2004》（2004年1月1日－4日、 「Le Meridien Grand Pacific Tokyo」、共13場）
- 《NEWSnowCONCERT～～》（2004年12月28日－2005年1月7日、2個地點，共13場）
- 《NIPPON EAST TO WEST SPRING CONCERT～～》（2005年3月31日－5月5日、5個地點，共14場）
- 《A HAPPY "NEWS" YEAR 2006》（2006年1月3日－9日、2個地點，共12場）
- 《NEWS SPRING TOUR 2006》（2006年3月25日－4月30日、5個地點，共14場）
- 《NEWS Concert Tour 2007》（2007年2月17日－4月15日、8個地點，共21場）
- 《NEWS FIRST CONCERT 2007 in Taipei》（2007年10月6日・7日、台灣）
- 《NEWS CONCERT TOUR pacific 2007-2008》（2007年12月15日－2008年1月27日、10個地點，共28場）
- 《NEWS LIVE DIAMOND|NEWS WINTER PARTY DIAMOND》（2008年10月25日－2009年1月12日、10個地點，共39場）
- 《LIVE! LIVE! LIVE! NEWS DOME PARTY 2010》（2010年9月18日－9月28日、2個地點，共7場）
- 《NEWS LIVE TOUR 2012 ～美しい恋にするよ～》（2012年8月14日－9月30日、7個地點，共10場）
- 《NEWS LIVE TOUR 2013 NEWS MAKES YOU HAPPY! MAKES THE WORLD HAPPIER!》（2013年7月26日－8月27日、7個地點，共14場）
- 《NEWS LIVE TOUR 2015 WHITE》（2015年3月20日－6月14日、7個地點，共13場)
- 《NEWS LIVE TOUR 2016 QUARTETTO》（2016年3月26日－6月12日、8個地點，共17場)
- 《NEWS LIVE TOUR 2017 NEVERLAND》（2017年4月1日－6月11日、9個地點，共23場）
- 《NEWS ARENA TOUR 2018 EPCOTIA》（2018年3月31日－5月20日、8個地點，共24場）
- 《NEWS 15th Anniversary LIVE 2018 “Strawberry”》（2018年8月11日－12日、1個地點，共2場）
- 《NEWS DOME TOUR 2018-2019 EPCOTIA-ENCORE-》（2018年12月31－2019年1月6日、2個地點，共4場）
- 《NEWS LIVE TOUR 2019 WORLDISTA》 （2019年3月9日－5月26日、9個地點，共27場）
- 《NEWS LIVE TOUR 2020 STORY》（2021年3月25日－5月23日、7個地點，共21場）
- 《NEWS LIVE TOUR 2022》 （2022年8月27日－11月27日、8個地點，共25場）
- 《NEWS 20th Anniversary LIVE 2023 NEWS EXPO》（2023年8月19日－11月30日、9個地點，共27場）
- 《NEWS 20th Anniversary LIVE 2023 in TOKYO DOME BEST HIT PARADE!!! 〜シングル全部やっちゃいます〜》（2023年12月20日－21日、1個地點，共2場）
- 《NEWS LIVE TOUR 2024 JAPANEWS》（2024年8月8日－11月17日、8個場地，共17場）
- 《NEWS LIVE TOUR 2025 変身》（2025年8月9日－10月22日、8個場地，共19場）

### 企劃
- 《NEWS大集会》（2003年11月9日－12月14日）
- 【NEWS私人派對】（2004年9月19日・23日）
- 《Johnny's Film Festa 2004》（2004年8月5日－31日）
- 《Johnny's Film Festa 2005》（2005年7月25日－8月31日）
- 《Johnny's Film Festa 2006》（2006年8月4日－31日）
- 《集まれ!!!チャンカパーナ》（2012年8月20日 - 8月27日）
- 《NEWS大集会2020》（2020年7月26日、Johnny's net online）
- 《NEWSpace》（2023年9月8日－10月9日）
- 《NEWS大集会2023〜20th Birthday Party》（2023年9月14日、Johnny's net online）

### 排球賽
擔任排球賽的應援及代言，並負責演唱應援歌。
- 「2003年度世界盃排球賽」（2003年11月）
- 「第35屆全國高校排球賽」（2004年3月）
- 「2004年夏季奧林匹克運動會排球賽最後預選賽」（2004年5月）
- 「2004年度世界盃排球賽」（2004年7月－8月）
- 「第36屆全國高校排球賽」（2005年3月）
- 「2005年度世界盃排球賽」（2005年6月－7月）

## 注解
1. ↑  有關NEWS的英文寫法:一開始事務所在組成的時候是使用NewS的，連單曲《NEWS NIPPON》也是使用NewS,SHOP照現在也是，不過自從《希望~Yell~》之後，就一直使用NEWS。因此"NEWS"和"NewS"都是通用的。
2. ↑  於日本，二十歲以下是嚴禁吸煙及飲酒

## 外部連結
- Johnny's Entertainment Record > NEWS （页面存档备份，存于）
- Johnny's net > NEWS （页面存档备份，存于）
- YouTube上的NEWS official頻道
- NEWSに恋して 公式サイト （页面存档备份，存于）
- 【公式】NEWSに恋して的X（前Twitter）
- NEWS 台灣愛貝克思官方網站 （页面存档备份，存于）（繁體中文）